# 七田眞
七田 眞（しちだ まこと、1929年7月28日 - 2009年4月22日）は、日本の教育研究家。右脳を重視する幼児教育を提唱した。

## 略歴
中国東北部生まれ、島根県出身。ニューポート大学の日本校で教育学部教授。
1958年、島根県江津市に「児童教育研究所」という塾を開いた。高校生クラスからAFS日本協会試験の合格者を出すなど、次第に評判を呼び、その後、「右脳」の力を引き出すことを目的とした幼児教育（七田式教育）を提唱した。
『0歳教育』を提唱して反響を呼び、1976年に江津市に本部教室を開設。
1978年には「有限会社七田児童教育研究所」（現「株式会社しちだ・教育研究所」）を創立するとともに、七田式教室の日本国内での展開を開始。
1987年にはフランチャイズとして株式会社七田チャイルドアカデミーを設立、校長を務めた。
船井総合研究所の会長で精神世界の一大派閥を形成した船井幸雄が七田の右脳開発法を気に入り、1996年から盛んにPRを行った。
1995年の春山茂雄『脳内革命　脳から出るホルモンが生き方を変える』（サンマーク出版、1995年）が大ヒットしたことで、関連テーマの書籍として、七田の『超右脳革命　人生が思いどおりになる成功法則』（総合法令出版、1996年）がビジネス書として出版された。同年船井と共著で『「百匹目の猿現象」は右脳から―ここまでわかった成人のための右脳開発法』（ベストセラーズ 、1996年）を出版。
2000年から海外展開も始まり、現在19の国と地域に広げている。
2009年4月22日、東京都新宿区内の病院で死去。79歳没。
教育法は次男の七田厚が継いで広めている。

## 著書

### 2011年
- 『「頭がよくて思いやりのある子」に育てる91の金言』PHP研究所、1月　ISBN 4569794866

### 2010年
- 『全脳力』サンマーク出版、2月　ISBN 4763130420

### 2009年
- 『夢と才能を育てる究極の脳力開花 七田式「魂の教育」』講談社、5月　ISBN 4062154811

### 2005年
- 『DVD版 七田式右脳ビジネス・トレーニング』（講談社DVDBOOK）　講談社、7月　ISBN 4062742071
- 『超右脳TOEICテスト入門』（監修）総合法令出版、6月　ISBN 4893469053
- 『超右脳スピード成功ドリル』PHP研究所、5月　ISBN 4569642691
- 『Hello, Mommy! ～0～6歳から始める超右脳英語学習法～』（監修）　総合法令出版、3月　ISBN 489346891X
- 『超右脳語りかけ英語トレーニング』（監修）　総合法令出版、2月　ISBN 489346888X

### 2004年
- 『超右脳イメージ成功法』KKロングセラーズ、12月　ISBN 4845420589
- 『超右脳おしゃべり英語リスニング』（監修）　総合法令出版、11月　ISBN 489346874X
- 『七田式子育て理論36年の法則―頭のいい子を育てる「語りかけ」と「右脳あそび」』（講談社＋α新書）　講談社、10月　ISBN 406272281X
- 『音読革命―右脳が開花する名文集』　全日出版、10月　ISBN 4861360226
- 『七田式高速学習の秘密―子どもの学力がグングン伸びる！！』(共著)　実業之日本社、10月　ISBN 4408210501
- 『超右脳なりきり英語マスターBOOK』　KKロングセラーズ、10月　ISBN 4845420562
- 『魅力的な営業マンになる技術―「あなたから買いたい!」と思わせる』（共著）　総合法令出版、10月　ISBN 4893468677
- 『七田式 右脳で速学できる！超・英語ドリル―今、あなたの英語脳力が目覚める！』　総合法令出版、9月　ISBN 4569637957
- 『成功を約束する「統合脳」開発トレーニング』　徳間書店、8月　ISBN 419861895X
- 『子どもの脳は6歳までにゆっくり育てなさい』　中経出版、8月　ISBN 480612060X
- 『右脳が記憶力を200倍にする「完全記憶」ドリル』　KKロングセラーズ、7月　ISBN 4845420538
- 『右脳がぐんぐん目覚める4倍速CDブック―「自助論」を英語と日本語で聴く！』　総合法令出版、7月　ISBN 4893468545
- 『顧客定着率97.5% 社長と社員がやっていること―成功する60の考え方』（共著）　日本音楽熟成協会、7月　ISBN 4902763001
- 『21世紀の上手な子育て　七田式0歳教育シリーズ』（第5改訂版）　EN21、7月　ISBN 4892806005　第5改訂版　初版1989年
- 『図解 一日10分で右脳を鍛える本!』（知的生き方文庫）三笠書房、7月　ISBN 4837974252
- 『妊娠から3歳までのらくらく右脳子育て』（監修）　日本実業出版社、6月　ISBN 4534037686
- 『右脳と噛脳の世界―歯臓革命対談シリーズ〈2〉』（KOS未来シリーズ）(共著)　KOS、6月　ISBN 4990066650
- 『七田式「超右脳」トレーニング―頭はとつぜんよくなる！』（成美文庫）　成美堂出版、6月　ISBN 4415070728
- 『大人のための超右脳英語法』　KKロングセラーズ、5月　ISBN 484542049X
- 『子どもをバイリンガルに育てる超右脳英語法』　KKロングセラーズ、5月　ISBN 4845420481
- 『「失敗力」をつければうまくいく―成功をグイと手元に引き寄せるヒント』（監修）　あさ出版、5月　ISBN 4860630602
- 『超右脳速読法』　KKロングセラーズ、3月　ISBN 4845420465
- 『子どもの知力を伸ばす300の知恵』（PHP文庫）　PHP研究所、2月　ISBN 4569661262

### 2003年
- 『超右脳つぶやき英語トレーニング』（監修）　総合法令出版、12月　ISBN 4893468251
- 『本調子 強運の持ち主になる読書道』（共著）　総合法令出版、12月　ISBN 4893468278
- 『超右脳記憶法―記憶が映像となって見える！！』　KKロングセラーズ、12月　ISBN 484541239X
- 『超右脳記憶法 実践篇―大量に、高速に、完全に覚えられる!!』　KKロングセラーズ、12月　ISBN 4845412403
- 『七田式超右脳イメージトレーニング』　総合法令出版、11月　ISBN 4893468235
- 『CHILD POWER 実践 波動速読法―間脳をひらく子ども力』（監修）　エコー出版、10月　ISBN 4901103881
- 『七田式超右脳成功法―人生に奇跡を起こす7つの魔法』（ムックセレクト）　KKロングセラーズ、9月　ISBN 4845407310
- 『成功する人の超「右脳」完全活用術』（知的生きかた文庫）　三笠書房、8月　ISBN 4837973159
- 『石見派の根付彫刻家たち―清水富春とその一門』　KKロングセラーズ、7月　ISBN 4845412373
- 『右脳開発実践トレーニング』（ワニ文庫）　KKベストセラーズ、7月　ISBN 458439167X
- 『超右脳活用ノート』　PHP研究所、6月　ISBN 4569628737
- 『あなたの中の「天才」が目覚める！―七田式「波動&右脳」開発法』　経済界、5月　ISBN 4766782607
- 『老いる技術』　日本実業出版社、4月　ISBN 4534035675
- 『顧客と社員の心をつかむ波動経営力』　ビジネス社、4月　ISBN 4828410449
- 『七田式超右脳英語トレーニング』　総合法令出版、4月　ISBN 4893467905
- 『七田式超右脳教育法で自閉症の子が良くなる！』　KKロングセラーズ、4月　ISBN 4845412349
- 『七田式超右脳教育法でわが子を天才児に育てる！』　KKロングセラーズ、4月　ISBN 4845412330
- 『七田式超右脳英語勉強法 実践篇』（ムックセレクト）　KKロングセラーズ、2月　ISBN 4845407221

### 2002年
- 『右脳パワー新仕事革命―実践版 ビジネスシーンに応じたイメージトレーニング法を完全公開』　ビジネス社、12月　ISBN 4828410201
- 『七田式 超右脳イメージヒーリング』（ムックセレクト）　KKロングセラーズ、12月　ISBN 4845407183
- 『奇跡の右脳子育て革命―右脳を開くと奇跡が起こる！』　文芸社、11月　ISBN 4835547969
- 『七田式右脳全開催眠法 上級編―イメージ催眠法があなたの潜在能力を全開させる』　文芸社、10月　ISBN 4835539931
- 『「右脳」子育て―頭も性格もいい子に伸ばす！』　三笠書房、10月　ISBN 4837919898
- 『七田式超右脳開発トレーニング―高速視・聴・読であなたの中に眠る「本当の力」を呼び覚ませ！』　総合法令出版、9月　ISBN 4893467646
- 『「右脳」の神秘―子どもを天才にできる!最新教育の成果』　徳間書店、8月　ISBN 4198615586
- 『七田式波動速読法超実践トレーニング』（ムックセレクト）　KKロングセラーズ、7月　ISBN 4845407078
- 『七田式右脳全開教育―子どもの才能を余すことなく引き出すシステムとトレーニング』　文芸社、6月　ISBN 4835543467　新装版
- 『奇跡の「右脳」革命―驚異の実例集! この「頭の使い方」がすべて！』　三笠書房、4月　ISBN 4837919537
- 『七田式超右脳英語勉強法―高速視・聴・読で英語がたちまちペラペラ！』（〈ムック〉の本）　KKロングセラーズ、4月　ISBN 4845407000
- 『七田式超右脳記憶法―今までの1/100の時間と努力で覚えられる！』（ムックセレクト）　KKロングセラーズ、3月　ISBN 4845406993
- 『0歳からの遊んで覚える英語の本―絶対音感、アルファ波を生かす右脳学習法で、文字と会話を楽々マスター！』　ネコパブリッシング、3月　ISBN 4873662702
- 『赤ちゃんの未来がひらける新しい胎教―胎児から子育てははじまっている』　PHP研究所、1月　ISBN 4569619207

### 2000年
- 『新版・驚異の胎教』エコー出版、2月　ISBN 4901103466

### 1997年
- 『新版・赤ちゃんは天才！』KKベストセラーズ、9月　ISBN 4584010277

### 1996年
- 『認めてほめて愛して育てる』PHP研究所、4月　ISBN 4569549632